# Panamerički kup u dvoranskom hokeju 2005.
3. Panamerički kup u dvoranskom hokeju  se održao 2005. godine.
Krovna međunarodna organizacija pod kojom se održalo ovo natjecanje je bila Panamerička hokejska federacija.

## Mjesto i vrijeme održavanja
Održao se u Kanadi-u, u Kitcheneru od 9. do 11. prosinca 2005.

## Natjecateljski sustav
Ovaj kup je ujedno bio i izlučnim natjecanjem za dvoransko SP 2007. u Beču u Austriji. Prvak i doprvak su stjecali pravo izravno sudjelovati.
Natjecanje se odvijalo u dva dijela. Prvi je bio po jednostrukom ligaškom sustavu. 

Za pobjedu se dobivalo 3 boda, za neriješeno bod, a za poraz ništa. Poredak na svršetku ligaškog dijela natjecanja je bio i konačnim poredkom.
U drugom dijelu se doigravalo za odličja.
U poluzavršnici su igrali prvi i četvrti na ljestvici, a drugi par su činili drugi protiv trećeg na ljestvici. Pobjednici igrali za zlatno odličje, a poraženi za brončano odličje.

## Završni poredak
| Mj. | Momčad            |
| --- | ----------------- |
| 1.  | Kanada            |
| 2.  | Trinidad i Tobago |
| 3.  | SAD               |
| 4.  | Gvajana           |
| 5.  | Venezuela         |

| Osvajači Panameričkog kupa 2004. |
| -------------------------------- |
| Kanada Drugi naslov              |

## Vanjske poveznice
- (engl.) Panamerička hokejska federacija